# Fahndung Deutschland
Fahndung Deutschland war der Titel einer im Jahr 2016 gesendeten deutschen Live-Fernsehreihe des Privatsenders Sat.1. Sie war, auch nach eigener Angabe, die erste (werk)tägliche Fahndungssendung im deutschen Fernsehen. Produziert wurde die Sendereihe von Maz & More TV Produktion in Berlin, welche auch das Frühstücksfernsehen für Sat.1 herstellt. Als öffentlich-rechtliches Pendant zu der Sendereihe ist beispielsweise Aktenzeichen XY … ungelöst im ZDF anzusehen, 1997 bis 2000 versuchte Sat.1 mit Fahndungsakte schon einmal an dieses Format anzuknüpfen.

## Format
Im Rahmen der nationalen Öffentlichkeitsfahndung sollten teils tagesaktuelle ungeklärte Vermisstenfälle und Straftaten mit Hilfe von Hinweisen der Zuschauer aufgeklärt werden. Anhand von Tatrekonstruktionen wurden die Fälle für den Zuschauer veranschaulicht. Zudem wurde auf reale Videoaufnahmen von der Polizei, Nachrichtendiensten und Amateuraufnahmen von unmittelbar involvierten Zeugen zurückgegriffen. Die Bandbreite der vorgestellten Fälle umfasste Bagatelldelikte (bspw. Ladendiebstahl), jedoch auch schwerwiegendere Kriminalfälle wie zur Fahndung ausgeschriebene Tötungsdelikte, Vermisstenfälle, Wohnungseinbrüche sowie sexuelle Übergriffe. Teilweise berichteten Reporter von den jeweiligen Tatorten und sprachen mit Zeugen sowie auch mit Familienangehörigen der Opfer.
Weiterhin wurde anhand von konkreten Fällen dargestellt, wie couragiertes Eingreifen hilft, Straftaten zu verhüten und Verbrecher der Polizei zu überstellen. Hinweise konnten von den Zuschauern telefonisch an die zuständigen Polizeidienststellen herangetragen werden.

### Rubriken
- Prävention: Die Zuschauer wurden über aktuelle Betrugsmethoden der Kriminellen und Gefahrsituationen aufgeklärt und wurden über angemessene Verhaltensweisen in solchen Lagen informiert.
- Kompakt: Kurzgefasste Fahndungen und Entwicklungen in zuvor vorgestellten Fällen wurden vorgestellt.

### Fahndung Deutschland Spezial
Am 24. August 2016 wurde in der Primetime von Sat.1 erstmals eine Fahndung Deutschland Spezial ausgestrahlt. Moderiert von Karen Heinrichs, wurde einer der aufsehenerregendsten Vermisstenfälle der letzten 20 Jahre thematisiert.

## Ausstrahlung
Ausschlaggebend für die Einführung von Fahndung Deutschland war der aufgrund von für Sat.1 unbefriedigende Einschaltquoten gezeichnete Nachmittagssendeplatz. Allgemein fand die Ausstrahlung an Werktagen von 19:00 bis 19:55 Uhr auf Sat.1 statt. Anfangs war testweise geplant, die Sendereihe lediglich insgesamt fünf Wochen von der Erstausstrahlung Anfang Mai 2016 bis zur Fußball-Europameisterschaft 2016 zu senden. Durch die anfangs überaus zufriedenstellenden Zuschauerquoten wurde jedoch von Sat.1 entschieden, die Ausstrahlung bis auf unbestimmte Zeit zu verlängern. Am 13. Juli 2016 stellte Fahndung Deutschland mit guten 9,8 Prozent Marktanteil einen neuen Bestwert auf.
Die letzte Folge wurde am 23. September 2016 ausgestrahlt.